# فرودگاه سوان هیل
فرودگاه سوان هیل (به انگلیسی: Swan Hills Airport) یک فرودگاه همگانی است که یک باند فرود آسفالت دارد و طول باند آن ۱۳۷۲ متر است. این فرودگاه در کشور کانادا قرار دارد و در ارتفاع ۱۰۵۹ متری از سطح دریا واقع شده است.